# Places and Spaces
Places and Spaces è un album di Donald Byrd, pubblicato dalla Blue Note Records nel 1975, anche se un'altra fonte indica come data di uscita sul mercato il 1976. Il disco fu registrato al The Sound Factory di Los Angeles, California (Stati Uniti) nelle date indicate nella lista tracce.

## Tracce
Lato A
1. Change (Makes You Want to Hustle) – 5:07 (Larry Mizell) – Registrato il 18 agosto 1975
2. Wind Parade – 4:32 (Larry Mizell) – Registrato il 20 agosto 1975
3. Dominoes – 4:32 (Sigidi, Mbaul, H. Jackson) – Registrato il 25 agosto 1975

Lato B
1. Places and Spaces – 6:16 (Larry Mizell, Fonce Mizell) – Registrato il 20 agosto 1975
2. You and Music – 5:18 (Larry Mizell, Fonce Mizell) – Registrato il 18 agosto 1975
3. Night Whistler – 3:40 (James Carter, Fonce Mizell, Larry Mizell) – Registrato il 18 agosto 1975
4. Just My Imagination – 4:36 (N. Whitfield, B. Strong) – Registrato il 20 agosto 1975

## Musicisti
- Donald Byrd - tromba, flicorno, voce solista
- Raymond Brown - tromba
- George Bohanon - trombone
- Tyree Glenn Jr. - sassofono tenore
- Craig McMullen - chitarra
- John Rowin - chitarra
- Larry Mizell - pianoforte, arrangiamenti
- Larry Mizell - accompagnamento vocale
- Skip Scarborough - pianoforte elettrico
- Fonce Mizell - clavinet, tromba
- Fonce Mizell - accompagnamento vocale
- Chuck Rainey - basso elettrico
- Harvey Mason - batteria
- Mayuto Correa - percussioni
- King Errisson - congas
- James Carter - whistler
- Kay Haith - accompagnamento vocale
- sconosciuti - accompagnamento strumenti a corda e strumenti ad arco
- Wade Marcus - conduttore musicale, arrangiamenti strumenti a corda e strumenti ad arco[1][5]